# Бекабад
Бекаба́д (узб. Bekobod / Бекобод) — город в Ташкентской области Узбекистана. Население — 101 292 жителя (2009).

## История
Город возник как посёлок в 1899 году при постройке железнодорожной станции «Хилков», получившей название в честь М. И. Хилкова — одного из руководителей строительства железной дороги.
Впоследствии посёлок поглотил находящийся поблизости кишлак «Бекова».
До 1964 г. назывался Беговат.

## География
Город расположен в 115 км к югу от Ташкента на берегах реки Сырдарья, на месте её выхода из Ферганской долины в Голодную степь, у Беговатских порогов.
Через Бекабад проходит железнодорожная ветка Хаваст — Коканд. Многочисленные каналы, автомобильные и железные дороги делят город на обособленные микрорайоны.
Непосредственно возле Бекабада проходит граница с Согдийской областью Таджикистана, административный центр которой Худжанд расположен в 33 км восточнее Бекабада.

## Население
| Год                  | 1959 | 1969 | 1991 | 2018  |
| Население, тыс. чел. | 40   | 60   | 82,8 | 120,2 |

## Промышленность

Стелла с изображением металлурга на въезде в город.

26 июня 1929 года был построен цементный завод, работающий до сих пор. В настоящий момент АООТ «Бекабадцемент» производит более 700 000 тонн цемента в год. Кроме цемента, завод занимается производством шифера.
Бекабад стал интенсивно развиваться после постройки в 1944 году металлургического комбината, носящего в настоящее время название «Узметкомбинат».
Это единственное в Узбекистане предприятие чёрной металлургии, работающее на металлическом ломе. Его проектная мощность — 750 000 тонн стали в год.
Ранее комбинат перерабатывал металлический лом, поступающий из всех республик Центральной Азии. До 2008 года директором был Александр Фарманов.
В пределах городской черты на 11-м км деривационного канала, отходящего от водохранилища на Сырдарье, располагается Фархадская ГЭС (архитектор Иосиф Юльевич Каракис).
В городе также располагаются завод железобетонных изделий и другие предприятия строительной индустрии, выпускающие цемент, шифер, асбоцементные трубы, ирригационные лотки, кирпич, известь, гравий, песок и т.п. Также есть предприятия легкой и пищевой промышленности, хлопкоперерабатывающий завод.

## Инфраструктура
В городе имеются индустриальный колледж, музыкальное и медицинское училища.
Есть 2 футбольных клуба — «Металлург» и «Цементчи». В сентябре 2015 года открыт новый стадион «Металлург», рассчитанный на 15 000 мест.
Построены спортивный комплекс «Yoshlik» и бассейн в парковой зоне, официальное открытие которого состоялось 14 августа 2010 года.
Также в городе есть команда КВН «МетКо», спонсируемая предприятием «Узметкомбинат». Эта команда, ставшая победительницей сезона КВН Узбекистана в 2006 году, часто выступает как в стране, так и за её пределами.

## Образование
В 2006 году средняя школа №16 города Бекабада была признана лучшей школой года в Узбекистане.
Также в городе имеется и ряд других школ, ученики которых занимали почётные места в городских и областных предметных Олимпиадах.